# Yoon Eun-hye
Yoon Eun-hye (hangul: 윤은혜; rr: Yun Eun-hye; nascida em 3 de outubro de 1984) é uma atriz, cantora e modelo sul-coreana. Ela estreou na carreira artística como membro do grupo feminino Baby Vox, onde permaneceu de 1999 a 2005. Yoon, desde então, passou a atuar e é mais conhecida por estrelar os dramas televisivos Princess Hours (2006), The Vineyard Man (2006), Coffee Prince (2007), My Fair Lady (2009), Lie to Me (2011) e Missing You (2012).

## Carreira

### 1999–2005: Estreia com Baby V.O.X
Yoon Eun-hye estreou como membro do grupo feminino Baby V.O.X aos 15 anos, substituindo a ex-membro Lee Gai em 1999. Yoon tornou-se a sub-vocal do grupo.
Depois que ela se juntou ao grupo, o Baby V.O.X lançou seu terceiro álbum de estúdio, Come Come Come, em 1999. Este álbum se tornou seu primeiro grande êxito com seus singles "Get Up" e "Killer" alcançando o primeiro lugar nas paradas musicais sul-coreanas. No mesmo ano, Yoon se tornou alvo de um anti-fã, sendo atingida nos olhos com uma mistura de molho de soja e vinagre em uma pistola de água, a fim de torná-la cega. Ela foi levada às pressas para o hospital, onde os médicos confirmaram que sua córnea havia sido danificada.
Nos anos seguintes, Yoon continuou a integrar as atividades promocionais de seu grupo. De 2004 a 2005, ela foi uma convidada frequente no popular game show X-Man da SBS, onde ganhou popularidade. Em julho de 2005, encerrou suas atividades de seis anos como membro do Baby V.O.X, quando seu contrato com a DR Entertainment expirou.

### 2006–2007: Primeiros trabalhos como atriz e aumento de popularidade
Em 2006, Yoon fez sua estreia como atriz na comédia romântica Princess Hours, onde interpretou uma garota comum que se torna a princesa devido a um casamento arranjado com o príncipe herdeiro. Inicialmente, os fãs do manhwa de Goong questionaram sua capacidade de atuação e enviaram petições contra Yoon no papel principal, solicitando que ela fosse substituída. Apesar da controvérsia, Princess Hours se tornou um enorme sucesso em toda a Ásia e catapultou Yoon para o estrelato na chamada onda coreana.
No mesmo ano, ela realizou sua estreia no cinema, estrelando The Legend of Seven Cutter como uma boxeadora. E ainda retornou à televisão como a protagonista de The Vineyard Man, exibido pela KBS. Apesar da baixa audiência inicial, The Vineyard Man recebeu críticas positivas por seu enredo e atuação do elenco, e eventualmente aumentou sua audiência. Por sua atuação, Yoon venceu o prêmio de Melhor Atriz no Grimae Awards de 2006, tendo sido escolhida pelos diretores de fotografia de todas as emissoras da Coreia do Sul.
Em julho de 2007, surgiram conflitos de Yoon com sua empresa de gerenciamento, a Eight Peaks. O que a levou a apresentar uma Certificação de conteúdo (COC) para cancelar seu contrato com a empresa. Seu conteúdo afirmava que Yoon iria estrelar o drama da MBC, Que Sera Sera, tendo inclusive participado da leitura do roteiro e dos ensaios para as filmagens. No entanto, a empresa teria forçado Yoon a se retirar da produção para estrelar um drama produzido pela própria empresa que não se concretizou, além de espalhar um boato sobre uma possível irresponsabilidade dela ao não lhes comunicar as férias de dois dias utilizados em Gangwon, prejudicando sua reputação. Em agosto, ela entrou com um segundo COC, que incluía evidências para apoiar as ações feitas pela Eight Peaks, com relação ao manuseio inadequado e a distribuição / divisão dos ganhos e receitas, bem como a maneira unilateral de tomar e executar decisões. Mais tarde, ambos chegaram a um acordo mútuo e ela assinou contrato com a Kraze Entertainment em setembro. 
Ainda em 2007, Yoon assumiu o papel principal do drama da MBC, Coffee Prince, onde interpretou uma garota que é confundida como sendo um garoto por seu empregador. O drama foi outro grande êxito para ela que foi aclamada pela crítica como uma atriz que traz um tom colorido à sua personagem. Além disso, se tornou a atriz mais jovem a vencer o prêmio de Melhor Atriz no Baeksang Arts Awards, onde concorreu com atrizes veteranas. Através da popularidade de Princess Hours e Coffee Prince, Yoon se tornou uma das atrizes mais bem pagas da indústria coreana.

### 2008–2011: Continuação na atuação

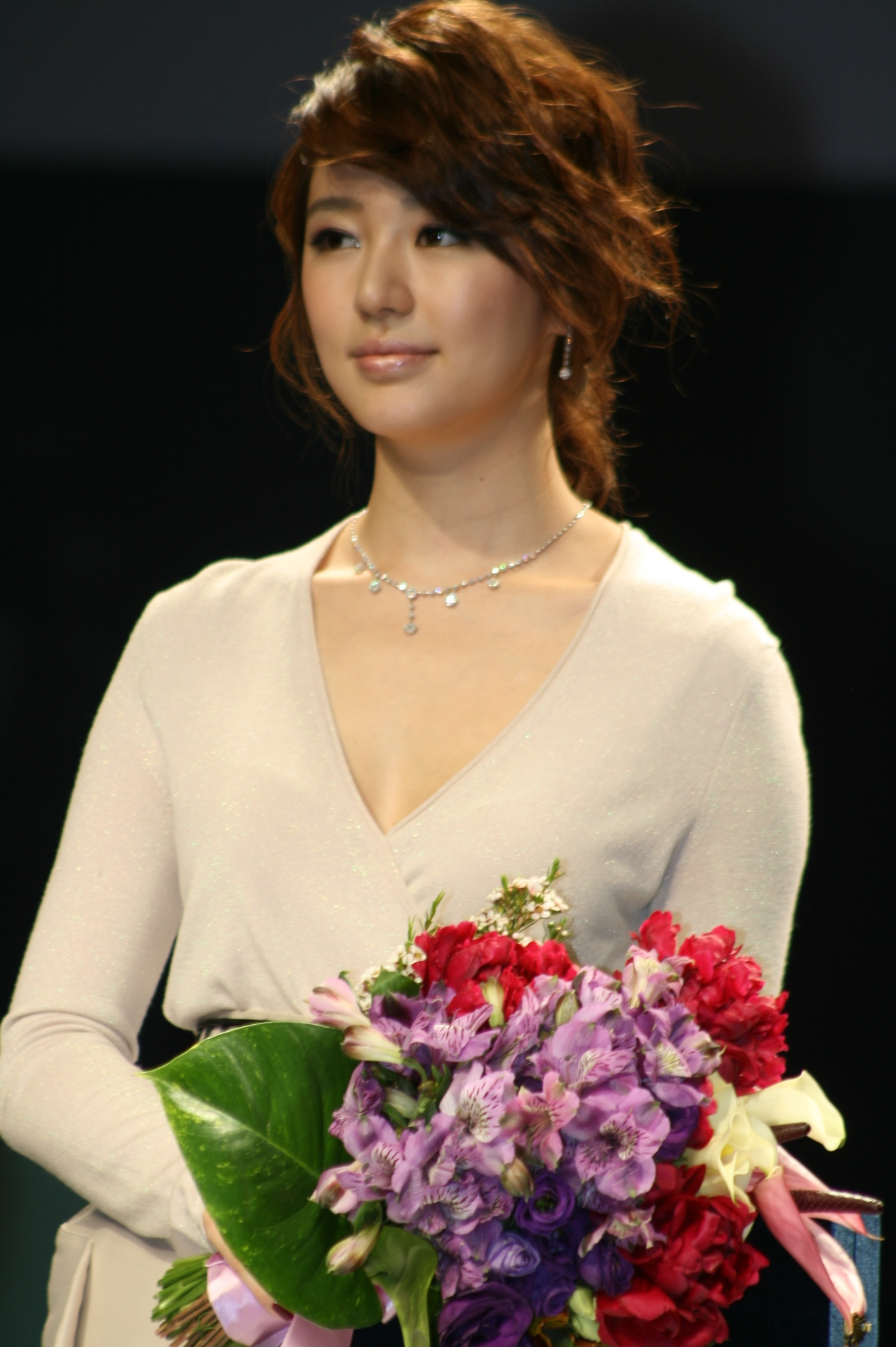
Yoon Eun-hye em abril de 2009.

Em 2009, Yoon estrelou a comédia romântica da KBS, My Fair Lady, interpretando uma herdeira arrogante de uma rica família de negócios. Embora My Fair Lady tenha obtido êxito moderado, ela recebeu críticas por sua atuação e sotaque considerados não naturais.
Dois anos depois, retornou ao cinema após cinco anos, com o filme My Black Mini Dress (2011), baseado em um romance Chick lit de Kim Min-seo. Ela então estrelou a comédia romântica da SBS, Lie to Me (2011), interpretando uma oficial do governo que não tem sorte no amor. No entanto, ambos os projetos falharam em obter sucesso comercial.

### 2012–2015: Estreia como diretora, aclamação e controvérsia
Em 2012, Yoon fez sua estreia na direção com o curta-metragem The Knitting, que foi sua primeira tarefa como estudante de graduação da Universidade Chung-Ang. O filme foi exibido no Busan International Film Festival e competiu no Korean Short Film Competition. Também foi exibido no Seoul Independent Film Festival como um dos cinco curtas-metragens da categoria "Nova Escolha". No mesmo ano, ela atuou como jurada do 'Face of Short Film Awards' no Asiana International Short Film Festival (AISFF).
No fim de 2012, Yoon estrelou o melodrama-suspense da MBC, Missing You, onde interpretou uma vítima de abuso sexual. O papel marcou um ponto de virada para Yoon, que recebeu elogios da crítica por seu desempenho. Isso foi seguido pelo protagonismo na comédia romântica da KBS, Marry Him If You Dare, onde ela atuou como uma agente de call center que viaja no tempo para mudar seu futuro. Em 2014, ela foi escalada para atuar no filme de romance chinês-sul-coreano After Love.
Em 2015, Yoon fez uma aparição especial no filme Chronicle of a Blood Merchant e então se juntou à segunda temporada do programa de sobrevivência de design de moda chinês, Goddess Fashion, onde os participantes precisam mostrar seus próprios designs criados a juízes. Após conquistar o primeiro lugar no programa, no qual apresentou um casaco branco com golas e uma franja exclusiva nas mangas, Yoon foi acusada de plágio pelo designer de moda coreana Yoon Choon Ho, que tomou conhecimento de sua peça no programa, e postou uma comparação de sua criação com a criação de Yoon, afirmando que ele e sua equipe haviam trabalhado na peça para a linha de outono-inverno. O designer revelou adicionalmente, que havia ouvido que Yoon e seu estilista haviam pego uma roupa de patrocínio dias antes.
Além disso, ela se envolveu em outra alegação de plágio quando outra criação de design dela foi acusada de ser semelhante a um vestido da coleção outono-inverno da Dolce & Gabbana de 2015. Yoon negou as acusações, dizendo que sua ideia para a roupa veio de um estilo de Victor & Rolf de 2008 e da Lanvin Collection de 2014, que usava decorações de penas. Ela ainda condenou Yoon Choon Ho por tentar lucrar com sua fama.

### 2017–presente: Retorno após pausa
Em 2017, Yoon retornou à indústria de entretenimento coreana aparecendo regularmente no programa de variedades da tvN, Dear Pet, We Need to Talk. No ano seguinte, foi escalada para a comédia romântica da MBN, Love Alert, que quebrou o recorde de maior audiência alcançada em um episódio de estreia de um drama na emissora. Love Alert também marca seu retorno à televisão coreana após cinco anos desde Marry Him If You Dare (2013).
Em 2019, Yoon estrelou o drama de dois episódios Go Go Song.

## Filmografia

### Filmes
| Ano  | Título                        | Papel                               | Notas                         |
| ---- | ----------------------------- | ----------------------------------- | ----------------------------- |
| 2002 | Emergency 19                  | Cantora do Vegiemeal com Baby V.O.X | participação                  |
| 2006 | The Legend of Seven Cutter    | Han Minjoo                          |                               |
| 2011 | My Black Mini Dress           | Lee Yoomin                          |                               |
| 2012 | The Knitting                  |                                     | curta metragem; como diretora |
| 2015 | Chronicle of a Blood Merchant | Im Boon-bang                        | (participação)                |
| TBA  | After Love                    | Yin Hong                            |                               |

### Televisão
| Ano       | Título                        | Papel           | Emissora | Notas                       |
| --------- | ----------------------------- | --------------- | -------- | --------------------------- |
| 2006      | Princess Hours                | Shin Chae-gyung | MBC      |                             |
| 2006      | The Vineyard Man              | Lee Ji-hyun     | KBS      |                             |
| 2007      | The 1st Shop of Coffee Prince | Go Eun-chan     | MBC      |                             |
| 2009      | My Fair Lady                  | Kang Hye-na     | KBS      |                             |
| 2010      | Personal Taste                | Yoon Eun-soo    | MBC      | episódio 8 (participação)   |
| 2011      | Lie to Me                     | Gong Ah-jung    | SBS      |                             |
| 2012      | Road for Hope                 | Ela mesma       | KBS      | participação                |
| 2012-2013 | Missing You                   | Lee Soo-yeon    | MBC      |                             |
| 2013      | Marry Him If You Dare         | Na Mi-Rae       | KBS2     |                             |
| 2018      | Happy to Meet You             | Ela mesma       | Tencent  | drama chinês (participação) |
| 2018      | Love Alert                    | Yoon Yoo-jung   | MBN      |                             |
| 2019      | Go Go Song                    | Gong Sun-hwa    | CGNTV    |                             |

### Sitcoms
| Ano  | Título                    | Emissora | Notas        |
| ---- | ------------------------- | -------- | ------------ |
| 2001 | New Nonstop 2             | MBC      | episódio 231 |
| 2002 | New Nonstop 2             | MBC      | episódio 451 |
| 2003 | Let’s Go                  | SBS      | episódio 155 |
| 2003 | Nonstop 4                 | MBC      | episódio 19  |
| 2004 | Bang Bang                 | KBS      |              |
| 2005 | 혼자가아니야              | SBS      | episódio 13  |
| 2005 | Princess Vs The Frog King | KBS      |              |
| 2005 | Modern Cinderella Story   | NetTV    |              |

### Participações em vídeos musicais
| Ano  | Canção              | Artista       |
| ---- | ------------------- | ------------- |
| 2006 | "Saying I Love You" | Kim Jong-kook |
| 2006 | "Bubi Bubi"         | Banana Girl   |
| 2010 | "Tic Tok"           | 2PM           |

## Discografia

### Singles
| Ano  | Título                                 | Colaboração com                                      | Álbum                              |
| ---- | -------------------------------------- | ---------------------------------------------------- | ---------------------------------- |
| 2008 | "Salad Song"                           | Yoon Eun Hye com participação de Lee Dong-gun        | Filme comercial para Samsung Ziple |
| 2008 | "사랑해 (I Love You)"                  | Mighty Mouth com participação de Yoon Eun Hye        | Single digital                     |
| 2009 | "Ziple ‘Asak’"                         |                                                      | Filme comercial para Samsung Ziple |
| 2009 | "Romance"                              | Yoon Eun Hye & Yoon Sang Hyun                        | My Fair Lady OST                   |
| 2009 | "Dash Girl"                            |                                                      | My Fair Lady OST                   |
| 2010 | "AM 5:00 Do.U Production Crew" (Outro) |                                                      | [Do.U] Know Me                     |
| 2010 | "Tic Tok"                              | 2PM com participação de Yoon Eun Hye                 | Single digital                     |
| 2011 | "Love Is Blind"                        |                                                      | My Black Mini Dress OST            |
| 2011 | "My Black Mini Dress"                  | Yoon Eun-hye, Park Han-byul, Cha Ye-ryun & Yoo In-na | My Black Mini Dress OST            |

## Prêmios e indicações
| Ano  | Prêmio                                          | Categoria                                                      | Trabalho indicado     | Resultado | Ref.   |
| ---- | ----------------------------------------------- | -------------------------------------------------------------- | --------------------- | --------- | ------ |
| 2006 | Baeksang Arts Awards                            | Melhor Atriz Revelação                                         | Princess Hours        | Indicado  |        |
| 2006 | Grimae Awards                                   | Melhor Atriz                                                   | The Vineyard Man      | Venceu    |        |
| 2006 | MBC Drama Awards                                | Melhor Atriz Revelação                                         | Princess Hours        | Venceu    |        |
| 2006 | MBC Drama Awards                                | Prêmio de Popularidade, Atriz                                  | Princess Hours        | Indicado  |        |
| 2006 | MBC Drama Awards                                | Prêmio de Melhor Casal com Ju Ji-hoon                          | Princess Hours        | Indicado  |        |
| 2006 | KBS Drama Awards                                | Prêmio de Excelência, Atriz                                    | The Vineyard Man      | Indicado  | [ 48 ] |
| 2006 | KBS Drama Awards                                | Melhor Atriz Revelação                                         | The Vineyard Man      | Venceu    | [ 48 ] |
| 2006 | KBS Drama Awards                                | Prêmio de Popularidade, Atriz                                  | The Vineyard Man      | Indicado  | [ 48 ] |
| 2006 | KBS Drama Awards                                | Prêmio de Melhor Casal com Oh Man-seok                         | The Vineyard Man      | Venceu    | [ 48 ] |
| 2007 | MBC Drama Awards                                | Prêmio Top Excelência, Atriz                                   | Coffee Prince         | Venceu    | [ 49 ] |
| 2007 | MBC Drama Awards                                | Prêmio de Popularidade, Atriz                                  | Coffee Prince         | Indicado  | [ 49 ] |
| 2007 | MBC Drama Awards                                | Prêmio de Melhor Casal com Gong Yoo                            | Coffee Prince         | Indicado  | [ 49 ] |
| 2007 | Star News Chief Producer's Choice Acting Awards | Prêmio de Atriz Excepcional                                    | Coffee Prince         | Venceu    |        |
| 2008 | Baeksang Arts Awards                            | Melhor Atriz (TV)                                              | Coffee Prince         | Venceu    | [ 50 ] |
| 2008 | Monte Carlo Television Festival                 | Melhor Atriz                                                   | Coffee Prince         | Indicado  |        |
| 2008 | Seoul International Drama Awards                | Melhor Atriz                                                   | Coffee Prince         | Indicado  |        |
| 2009 | KBS Drama Awards                                | Prêmio de Excelência, Atriz em Minissérie                      | My Fair Lady          | Indicado  | [ 51 ] |
| 2009 | KBS Drama Awards                                | Prêmio de Popularidade, Atriz                                  | My Fair Lady          | Venceu    | [ 51 ] |
| 2009 | KBS Drama Awards                                | Prêmio de Melhor Casal com Yoon Sang-hyun                      | My Fair Lady          | Venceu    | [ 51 ] |
| 2011 | SBS Drama Awards                                | Prêmio Top Excelência, Atriz em Drama de Planejamento Especial | Lie To Me             | Indicado  | [ 52 ] |
| 2012 | MBC Drama Awards                                | Prêmio Top Excelência, Atriz                                   | Missing You           | Indicado  |        |
| 2012 | MBC Drama Awards                                | Prêmio de Popularidade, Atriz                                  | Missing You           | Venceu    |        |
| 2012 | MBC Drama Awards                                | Prêmio de Melhor Casal com Park Yoo-chun                       | Missing You           | Indicado  |        |
| 2012 | MBC Drama Awards                                | Prêmio de Melhor Casal com Yoo Seung-ho                        | Missing You           | Indicado  |        |
| 2012 | MBC Drama Awards                                | Estrela Hallyu do Ano                                          | Missing You           | Venceu    |        |
| 2013 | Hallyu 10th Anniversary Grand Prizes            | Grande Prêmio, Melhor Atriz                                    | Missing You           | Venceu    | [ 53 ] |
| 2013 | KBS Drama Awards                                | Prêmio de Excelência, Atriz em Minissérie                      | Marry Him If You Dare | Indicado  |        |
| 2013 | KBS Drama Awards                                | Prêmio de Internauta, Atriz                                    | Marry Him If You Dare | Indicado  |        |
| 2013 | KBS Drama Awards                                | Prêmio de Melhor Casal com Lee Dong-gun                        | Marry Him If You Dare | Indicado  |        |
| 2016 | Huading Awards                                  | Melhor Atriz Global de TV                                      | Ela mesma             | Venceu    |        |